# NIFL Premiership
De NIFL Premiership is de hoogste voetbalcompetitie in Noord-Ierland die door de Northern Ireland Football League (NIFL) onder auspiciën van de Noord-Ierse voetbalbond (IFA) wordt georganiseerd.
In deze competitie spelen sinds 2008 twaalf clubs. De nummer twaalf degradeert naar de NIFL Championship, de kampioen van deze divisie neemt de vrij gekomen plaats in. De huidige positie van Noord-Ierland op de UEFA-coëfficiëntenranglijst betekent dat van de Noord-Ierse deelnemers aan de Europese toernooien de kampioen zich plaatst voor de (voorronden van de) UEFA Champions League en de nummers twee en drie zich plaatsen, samen met de bekerwinnaar, voor de (voorronden van de) UEFA Conference League.

## Geschiedenis
De hoogste divisie in Noord-Ierland ging in het seizoen 1890/91 van start onder de naam Irish Football League en behield deze naam tot 1996 toen de naam werd gewijzigd naar Premier Division. Voor het seizoen 2003/04 werd de naam gewijzigd in Irish Premier League. Voor het seizoen 2008/09 werd de competitie weer herbenoemd tot IFA Premiership en werd de competitie van zestien clubs teruggebracht tot twaalf clubs. Op het einde van het seizoen 2012/13 werd besloten de organisatie onder te brengen in de NIFL, waardoor ook de huidige competitienaam tot stand kwam.
De succesvolste club uit de geschiedenis van de Noord-Ierse hoogste divisie is Linfield FC met 53 kampioenschappen, gevolgd door Glentoran FC met 23. Twaalf clubs wisten één of meerde keren het kampioenschap te winnen, waaronder Derry City (1965), dat sinds 1985 in de Ierse Premier Division uitkomt.
Sponsornamen
2008/09-0000/00: JJB Sports Premiership
2009/10-2011/12: Carling Premiership
2012/13-0000/00: Danske Bank Premiership

## Kampioenen

### Prestaties per club
| Club              | Stad        | Titels | Seizoenen (1891-2025) |
| ----------------- | ----------- | ------ | --- |
| Linfield FC       | Belfast     | 57     | 1891, 1892, 1893, 1895, 1898, 1902, 1904, 1907, 1908, 1909, 1911, 1914, 1922, 1923, 1930, 1932, 1934, 1935, 1949, 1950, 1954, 1955, 1956, 1959, 1961, 1962, 1966, 1969, 1971, 1975, 1978, 1979, 1980, 1982, 1983, 1984, 1985, 1986, 1987, 1989, 1993, 1994, 2000, 2001, 2004, 2006, 2007, 2008, 2010, 2011, 2012, 2017, 2019, 2020, 2021, 2022, 2025 |
| Glentoran FC      | Lisburn     | 23     | 1894, 1897, 1905, 1912, 1913, 1921, 1925, 1931, 1951, 1953, 1964, 1967, 1968, 1970, 1972, 1977, 1981, 1988, 1992, 1999, 2003, 2005, 2009 |
| Belfast Celtic    | Belfast     | 14     | 1900, 1915, 1920, 1926, 1927, 1928, 1929, 1933, 1936, 1937, 1938, 1939, 1940, 1948 |
| Crusaders FC      | Belfast     | 7      | 1973, 1976, 1995, 1997, 2015, 2016, 2018 |
| Distillery FC     | Belfast     | 6      | 1896, 1899, 1901, 1903, 1906, 1963 |
| Cliftonville FC   | Belfast     | 5      | 1906, 1910, 1998, 2013, 2014 |
| Portadown FC      | Portadown   | 4      | 1990, 1991, 1996, 2002 |
| Glenavon FC       | Lurgan      | 3      | 1952, 1957, 1960 |
| Larne FC          | Larne       | 2      | 2023, 2024 |
| Queen's Island FC | Belfast     | 1      | 1924 |
| Ards FC           | Newtownards | 1      | 1958 |
| Derry City        | Londonderry | 1      | 1965 |
| Coleraine FC      | Coleraine   | 1      | 1974 |

## Eeuwige Ranglijst
Clubs vet weergegeven spelen in het seizoen 2025/26 in de hoogste klasse.

### Officieel
| Club                             | Stad           | /125 | Periode (1891-1915, 1919-1940, 1947-2026)             |
| -------------------------------- | -------------- | ---- | ----------------------------------------------------- |
| Linfield FC                      | Belfast        | 125  | 1890-1915, 1919-1940, 1947-....                       |
| Glentoran FC                     | Lisburn        | 125  | 1890-1915, 1919-1940, 1947-....                       |
| Cliftonville FC                  | Belfast        | 125  | 1890-1915, 1919-1940, 1947-....                       |
| Lisburn Distillery FC            | Lisburn        | 106  | 1890-1915, 1919-1940, 1947-1995, 1999-2000, 2002-2013 |
| Glenavon FC                      | Lurgan         | 103  | 1911-1915, 1919-1940, 1947-2004, 2005-....            |
| Coleraine FC                     | Coleraine      | 91   | 1927-1940, 1947-1995, 1996-....                       |
| Portadown FC                     | Portadown      | 90   | 1924-1940, 1947-2008, 2009-2017, 2020-2023, 2024-.... |
| Ballymena United                 | Ballymena      | 87   | 1928-1940, 1947-1995, 1997-2001, 2003-....            |
| Ards FC                          | Newtownards    | 77   | 1922-1940, 1947–1998, 2001–2006, 2013-2014, 2016-2019 |
| Crusaders FC                     | Belfast        | 76   | 1949-2005, 2006-....                                  |
| Bangor FC                        | Bangor         | 64   | 1927-1940, 1947-1996, 2008-2009, 2025-....            |
| Larne FC                         | Larne          | 51   | 1923-1940, 1972-1995, 2003-2008, 2019-                |
| Newry City                       | Newry          | 45   | 1923-1940, 1983-1995, 1998-2011, 2018-2019, 2022-2024 |
| Belfast Celtic                   | Belfast        | 38   | 1896-1915, 1919-1920, 1924-1940, 1947-1949            |
| Derry City                       | Londonderry    | 36   | 1929-1940, 1947-1972                                  |
| Carrick Rangers                  | Carrickfergus  | 23   | 1983-1995, 2011-2012, 2015-2018, 2019-                |
| Dungannon Swifts                 | Dungannon      | 23   | 2003-....                                             |
| Bohemian FC                      | Dublin         | 13   | 1902-1911, 1912-1915, 1919-1920                       |
| Derry Celtic                     | Londonderry    | 13   | 1900-1913                                             |
| Omagh Town                       | Omagh          | 12   | 1990-1995, 1997-1999, 2000-2005                       |
| Shelbourne FC                    | Dublin         | 12   | 1904-1915, 1919-1920                                  |
| Institute FC                     | Drumahoe       | 10   | 2002-2006, 2007-2010, 2014-2015, 2018-2020            |
| Queen's Island FC                | Belfast        | 8    | 1921-1929                                             |
| Warrenpoint Town                 | Warrenpoint    | 8    | 2013-2016, 2017-2021                                  |
| Ballinamallard United FC         | Ballinamallard | 6    | 2012-2018                                             |
| Ulster FC                        | Belfast        | 6    | 1890-1894, 1901-1903                                  |
| Barn FC                          | Carrickfergus  | 5    | 1923-1928                                             |
| Ballyclare Comrades              | Ballyclare     | 5    | 1990-1995                                             |
| Limavady United                  | Limavady       | 5    | 2003-2008                                             |
| Donegal Celtic                   | Belfast        | 5    | 2006-2008, 2010-2013                                  |
| Loughgall FC                     | Loughgall      | 5    | 2004-2007, 2023-2025                                  |
| Armagh City                      | Armagh         | 3    | 2005-2008                                             |
| North Staffordshire Regiment FC  | Geen stad      | 3    | 1896-1899                                             |
| Oldpark FC                       | Belfast        | 2    | 1890-1892                                             |
| Ligoneil FC                      | Belfast        | 2    | 1891-1892, 1893-1894                                  |
| Milford Everton                  | Milford        | 1    | 1890-1891                                             |
| Clarence FC                      | Belfast        | 1    | 1890-1891                                             |
| Lancashire Fusiliers FC          | Geen stad      | 1    | 1891-1892                                             |
| Miltown FC                       | Belfast        | 1    | 1891-1892                                             |
| YMCA                             | Belfast        | 1    | 1891-1892                                             |
| Derry Olympic                    | Londonderry    | 1    | 1892-1893                                             |
| Royal Scots Regiment             | Geen stad      | 1    | 1899-1900                                             |
| St. Columbs Court                | Londonderry    | 1    | 1901-1902                                             |
| King's Own Scottish Borderers FC | Belfast        | 1    | 1903-1904                                             |
| Tritonville Dublin               | Dublin         | 1    | 1912-1913                                             |

### Officieus
Aantal seizoenen in de eerste divisie tijdens de oorlogsseizoenen die niet officieel zijn. (Tussen haakjes het aantal behaalde titels in deze periode.)
| Club            | /11    | Club             | /11 |
| --------------- | ------ | ---------------- | --- |
| Linfield FC     | 11 (5) | Glenavon FC      | 5   |
| Glentoran FC    | 11 (1) | Belfast United   | 4   |
| Cliftonville FC | 11     | Portadown FC     | 1   |
| Distillery FC   | 11     | Coleraine FC     | 1   |
| Belfast Celtic  | 7 (5)  | Ballymena United | 1   |
| Derry Celtic    | 7      |                  |     |

Ballymena United · 
Carrick Rangers · 
Cliftonville · 
Coleraine · 
Crusaders · 
Dungannon Swifts · 
Glenavon · 
Glentoran · 
Larne · 
Linfield · 
Loughgall ·
Portadown